# Maria de Llemotges
Maria de Llemotges, vescomtessa de Llemotges (1260 - 1291) fou la filla única de Guiu VI el Valerós, vescomte de Llemotges, i de Margarida de Borgonya.
À la mort del seu pare el 1263 el va succeir al front del vescomtat, sota tutela de la seva mare. Es va casar a Tours el 1275 amb Artur II (1261 † 1312), duc de Bretanya. Van tenir tres fills:
- Joan III el Bo (1286 † 1341), duc de Bretanya
- Guiu VII de Llemotges (1287 † 1331), comte de Penthièvre i vescomte de Llemotges.
- Pere (1289 † 1312), senyor d'Avesnes